# Schammendorfer Mühle
Die Schammendorfer Mühle ist eine ehemalige Getreidemühle im Weismainer Ortsteil Schammendorf. Als geschütztes Baudenkmal wird sie vom Bayerischen Landesamt für Denkmalpflege unter der Denkmalnummer D-4-78-176-135 geführt.

## Geschichte
Wann die Schammendorfer Mühle errichtet wurde, kann nicht mit Bestimmtheit gesagt werden. Die Jahreszahlinschrift „1733“ im Fachwerk an der Nordseite des Gebäudes könnte möglicherweise das Entstehungsjahr der Mühle sein. Bis zur Säkularisation in Bayern gehörte die Mühle zum Besitz des Klosters Langheim. Bis zum Ende der 1970er Jahre war die Mühle mit zwei Mahlgängen in Betrieb. Heute wird das Gebäude als Wohnhaus und Direktvermarkterhof für Lamm- und Schweinefleisch sowie Wurstwaren aus eigener Schlachtung genutzt.

## Architektur
Das Erdgeschoss besteht aus massivem Stein. Die Eingangstür hat einen profilierten und geohrten Rahmen, über den im Scheitelstein die Jahreszahl 1799 eingearbeitet ist. Das Obergeschoss ist in Zierfachwerk mit Andreaskreuzen, Rautenmustern und gewundenen Ständervorlagen ausgeführt. Einzelne Streben sind mit Maskendarstellungen und Ornamenten üppig verziert. Die sechs zu drei Fenster des Obergeschosses haben ebenfalls geohrte Rahmen.
Die Giebelseite des Satteldachbaus ist mit Schiefer verkleidet. Die Mahlstube ist vollständig erhalten, das Mahlwerk noch funktionstüchtig. Das Deckengebälk der Mahlstube wird von einem Unterzugsbalken auf einer reichlich verzierten und gut erhaltenen Holzsäule getragen. Beide Elemente gehören zum Bied. Die ehemals unterschlächtigen Wasserräder sind nicht mehr vorhanden. An ihrer Stelle dient eine Turbine zur Stromerzeugung mit einer Nennleistung von 13 kW.